# Andrena nitidiuscula
Andrena nitidiuscula är en biart som beskrevs av Schenck 1853. Andrena nitidiuscula ingår i släktet sandbin, och familjen grävbin. Inga underarter finns listade i Catalogue of Life.